# Obiettivo Risarcimento Volley
L'Obiettivo Risarcimento Volley è stata una società pallavolistica femminile italiana con sede a Villaverla.

## Storia
L'Obiettivo Risarcimento Volley viene fondato nel 2014 staccandosi dal Volley Towers: dal club di Breganze la neonata società eredita lo staff societario e tecnico, buona parte della rosa e, acquistandone il titolo sportivo, anche la possibilità di disputare la Serie A2.
Nella stagione 2014-15 gioca quindi il suo primo campionato: dopo il secondo posto in regular season accede ai play-off promozione, vincendoli, venendo promossa in Serie A1.
Debutta quindi nella massima divisione italiana nella stagione 2015-16. Al termine del campionato tuttavia annuncia il proprio ritiro dall'attività agonistica: il titolo sportivo, la cui cessione era stata in un primo momento ipotizzata verso il Volley Agropoli, rimane invenduto.